# Септември (железопътна гара)
Вижте пояснителната страница за други значения на Септември.
Гара Септември е железопътна гара в Септември, Община Септември, област Пазарджик.
На гарата спират всички пътнически, бързи и международни бързи влакове, превозващи по направления Пловдив, Бургас и Централна гара София. От гарата тръгва и единствената действаща в България теснолинейна железница Септември – Добринище.

## Свързани линии
- Железопътна линия 1 (Калотина – Септември – Свиленград)
- Железопътна линия 16 (Септември – Добринище)